# Marianne Dommisse
Wilhelmine Marianne Elisabeth (Marianne) Dommisse (Dalem, 5 oktober 1927 – Den Haag, 24 maart 2014) was een Nederlandse fotografe, die vooral fotografie als kunstvorm toepaste.

## Levensloop
Marianne Dommisse groeit op in Dalem in een domineesgezin. Haar ouders scheiden echter in 1933. Haar moeder hertrouwt met een huisarts, en het nieuwe gezin komt in Sassenheim te wonen. Marianne neemt uiteindelijk de achternaam van haar nieuwe vader aan, ook voor de burgerlijke stand. In de Tweede Wereldoorlog woont zij een tijd zonder haar ouders in Warmond en Wijnaldum. Na de Tweede Wereldoorlog verhuizen haar ouders naar Scheveningen, en gaat Marianne aanvankelijk land- en tuinbouw studeren, eerst kort in Rijswijk, daarna in het Deense Kongens Lyngby. Terug in Den Haag komt Marianne toevallig terecht in het atelier van een schoolfotografe. Daar leert zij het vak van afdrukken. Nadat ze ook korte tijd in Parijs heeft gewoond, besluit ze zich in 1956 in te schrijven als persfotografe en vestigt zij zich in Den Haag. Zij merkt echter dat de hectiek en de agressie in dit vak haar minder liggen, en gaat over op portretfoto's en reportages. Zij trouwt met de beeldhouwer Theo van der Nahmer, en krijgt één zoon. Zowel als fotografe, als als vrouw, heeft zij lang hard moeten vechten voor erkenning in de kunstwereld. Samen met onder meer Liesbeth Brandt Corstius stond zij rond 1977 aan de basis van de Stichting Vrouwen in de Beeldende Kunst. Marianne is als huisfotografe verbonden aan Pulchri Studio, pas in 2001 wordt zij kunstenaarslid van het genootschap Pulchri.

## Werk
Marianne Dommisse is vooral bekend om haar portretten van Haagse kunstenaars, die zij maakte in haar werk voor Pulchri. Met name diverse portretten van Jan Cremer zijn zeer bekend. Daarnaast maakte zij eind jaren vijftig fotoreportages in gesloten gemeenschappen als Staphorst (waarvoor zij een ontheffing van het in de APV geldende fotografieverbod kreeg) en de Haagse Russisch-orthodoxe Kerk, en later op diverse reizen door Noord-Afrika, Albanië en Indonesië. Een derde categorie zijn op straat genomen foto's, waaronder straatgezichten met mensen, gebouwen of gebeurtenissen en foto's van aangetroffen dode dieren.